# Полчин-Здруй (гміна)
Гміна Полчин-Здруй (пол. Gmina Połczyn-Zdrój) — місько-сільська гміна у північно-західній Польщі. Належить до Свідвинського повіту Західнопоморського воєводства.
Станом на 31 грудня 2011 у гміні проживало 16062 особи.

## Територія
Згідно з даними за 2007 рік площа гміни становила 343.71 км², у тому числі:
- орні землі: 53.00%
- ліси: 35.00%

Таким чином, площа гміни становить 31.44% площі повіту.

## Населення
Станом на 31 грудня 2011:
| Опис     | Загалом | Загалом | Чоловіки | Чоловіки | Жінки | Жінки |
| -------- | ------- | ------- | -------- | -------- | ----- | ----- |
| одиниця  | осіб    | %       | осіб     | %        | осіб  | %     |
| все      | 16062   | 100     | 7861     | 48.94    | 8201  | 51.06 |
| міське   | 8523    | 100     | 4041     | 47.41    | 4482  | 52.59 |
| сільське | 7539    | 100     | 3820     | 50.67    | 3719  | 49.33 |

## Сусідні гміни
Гміна Полчин-Здруй межує з такими гмінами: Барвіце, Білоґард, Злоценець, Островіце, Ромбіно, Свідвін, Тихово, Чаплінек.